# Motor boxer de dezesseis cilindros
Motor experimental do Porsche 917 
para a disputa da Can-Am.
O motor boxer de dezesseis cilindros ou motor de dezesseis cilindros opostos é um motor boxer com dezesseis cilindros dispostos horizontalmente em duas bancadas de oito cilindros localizadas em lados opostos do cárter. Os pistões são montados no virabrequim de modo que cada par de pistões se desloque em direção oposta a cada tempo, isto confere maior estabilidade dinâmica ao motor.
Poucos exemplos de uso desta configuração são conhecidos. O fabricante britânico Coventry Climax desenvolveu um motor com esta configuração, com 1.5 litro de cilindrada para uso na Formula 1, entre as temporadas de 1963 e 1965, o FWMW, mas, as equipes Brabham e Lotus, para as quais o motor foi concebido, jamais usada o motor. Em função do sucesso do Climax FWMV V8 este motor nunca foi usado. A Porsche testou uma versão do Porsche 917 para a Can-Am, mas este nunca foi utilizado, visto que o uso do turbo no motor boxer de doze cilindros produzia potencia suficiente.